# Громиле у Шипову
Громиле у Шипову представљају некадашње праисторијско и илирско насеље, а касније и римско утврђење у горњем току долине реке Пливе, у античкој провинцији Далмација, на тлу данашњег Шипова. Заузимало је огроман простор, отприлике око 2 хектара површине. Представља једно од највећих античких локалитета на тлу Републике Српске и Босне и Херцеговине.

## Историјат
Громиле, у народу зване још и градине, изворно представљају место са темељима некадашњег илирског утврђења и боравишта, као и одређеног простора на којем се налазило гробно место Илира, гробиште тумулусног типа. Одатле и назив Громиле - које су заправо представљале тип гробне хумке начињене слагањем гомиле камења, овалног облика, под којима су сахрањивани остаци једне или више особа. С обзиром на то да су Илири веровали у загробни живот, мртве су сахрањивали са личном имовином (најчешће накит или оружје). Након једног од археолошких ископавања овог локалитета тај слој је назван праисторијско-бронзанодопским и он је претходио римском насељавању и оснивању каснијег муниципијума и утврђења (лат. Castrum). Поред тог предримског слоја, пронађени су остаци римских зграда, бројни архитектонски и керамички фрагменти, натписи, трагови хипокауста, као и посебна врста керамике Terra Sigillata, те новац царева Веспазијана (9-79) и Константина (306-337). Римљани су утврђење подигли у фортификацијском систему ради одбране овог краја у којем су основали муниципијум Балоју (лат. Baloie) са јавним термама и позориштем које је имало подно грејање. Након слома Батоновог устанка, којег је 9. године н.е. поразио сурови римски војсковођа Германик, Илирик је подељен на више римских провинција. Долина реке Пливе, коју су Римљани звали Пелва (лат. Pelva), тако је припала античкој римској провинцији Далмацији. Илирска племена (Сапуати и Емантини из племенског савеза Мезеја) која су владала тим крајевима, морала су се покорити владавини римске богиње Јуноне, заштитнице римских војничких редова. Простори које су настањивала одређена племена, Римљани су називали жупама (лат. Civitates), а њима је владао префект (лат. Preafectus) који је најчешће био римски или најмљени официр у римској служби. Касније је то могао бити и препозит (лат. Preapositus), домицијелни, локални илирски војсковођа, принцип (лат. Principes) који је тиме стицао право да постане грађанином Рима. Римљани су им дозвољавали да имају чак и своја већа. Жупе су биле дељене у декурије, управне јединице. Интересантно је то да становништво овог краја и у данашње време тај простор назива Жупом Пливом, а жупа под тим именом постојала је и за време трајања средњовековне босанске државе, и њене посебне регије Доњи Краји. Будући да је тај крај обиловао разним рудама и природним богатствима, Римљани су ту отворили многе руднике. Заправо су само следили пређашња илирска ископавања. Читаво је насеље настало из римског логора у којем је била стационирана једна римска кохорта. Стратешки врло важна, Балоја се налазила на путу (лат. Via Salona-Servitium) који је водио од Салоне, главног града римске античке провинције Далмација до Сервицијума у Панонији, на тлу данашње Градишке на Сави. Балоја је била средиште читаве регије у којој су још гравитирала насеља Леузаба (лат. Leusaba на тлу данашње општине Мркоњић Град), Сарнаде (лат. Sarnade, такође на тлу данашње општине Мркоњић Град у селу Бараћи), Инденеја (лат. Indenea на тлу данашњег Шипова, као и Балоја, и то у Доњим Мујџићима) и Апева (лат. Аpeva на тлу данашњег Језера). To је регија у којој су Римљани нашли огромне количине руде железа. Како се муниципијум ширио, то је изискивало и присуство већег броја војних гарнизона у његову одбрану, који су били размештени у свим овим набројаним римским насељима.
Najznačajniji rimski rudnici željeza nalazili su se na području Majdana i Sinjakova u dolini Jošanice u plivskom regionu, a glavni metalurški pogoni u Majdanu, gdje se, uz sirovo željezo, pronalazi antički i rudarski alat i dr. Rimska se troska, izmješana sa keramikom i ciglom, u Sinjakovu rasprostire na preko dva hektara. Rimljani su željezo eksploatirali i na području Mrkonjić Grada, što potvrđuje troska koja se pronalazi po Mrkonjić Gradu, Bjelajcu i dr. Jedno veće rimsko troskovište nalazi se i u Bešnjevu, a jedno manje u Trnovu. U regionu Janja glavni metalurški pogon funkcionirao je u rimskom naselju koje se nalazilo na Gromilama u Šipovu. Kako se i ovdje pronalazi rimski novac iz vremena cara Vespazijana, za zaključiti je da je eksploatacija ruda ovdje otpočela tijekom posljednjih decenija 1. st. po Kr. u isto vrijeme kada i na području Domavije u istočnoj Bosni. Bilo je to najvjerojatnije vrijeme građanskog rata (68./69.) nakon ubojstva cara Nerona (54.-68.), odnosno u vrijeme uspinjanja na prijestolje cara Vespazijana (69.-79.). Prvi solidnije građeni antički objekti ovog naselja nastali su krajem 1. odnosno početkom 2. st..
У близини шиповачких Громила, у античко доба, налазило се још неколико важних насеља, какво је путна станица, рефугија, Пелва, именована истим називом као и река Плива, затим и насеље Саруте (лат. Sarutte), данашњи Сарићи, што је забележено и на Појтингеровој мапи (лат. Tabula Peutingeriana), својеврсној римској мапи света (лат. cursus publicus), која је приказивала освојени свет античког Рима. На истој мапи виде се и куле римског утврђења (Castrum) са локалитета Громиле у Шипову. Још једно важно налазиште из времена антике представља брдо Хрид у кањону реке Јања.

## Највреднији налази
На простору ужег језгра шиповачке општине, где се некад налазило и средиште муниципијума Балоје, нађено је и сачувано доста вредних налаза из антике. Најпознатији археолози и историчари који су истраживали овај локалитет или писали о њему су свакако руски археолог Сергејевски, енглески Вилкес и Еванс, затим Бојановски, Трухелка, Шкегро, Пашквалин, Цамби, Зотовић, Месиховић, идр. У ширем рејону, то је место са преко 100 античких налазишта. Међу највредније аквизиције Земаљског музеја у Сарајеву спадају баш антички скулптурални и архитектонски фрагменти из Шипова (маузолеј, рељеф Јупитера и Минерве, бизарна композиција лављих глава). На локалитету Громиле, поред тога што су пронађени остаци металуршког погона, нумизматички и епиграфски налази пронађен је и врло вредан антички бронзани одломак главе римског патрона са Громила у Шипову који се данас чува у Археолошкој збирци Фрањевачког самостана у Јајцу и који највероватније представља гувернера римске провинције Далмације Каја Миниција Фундана.
Antički brončani ulomak portreta ili statue s Gromila iz Šipova na Plivi predstavlja čovjeka visokog čela i bez kose, te punih obraza. Ispod blaže naglašenih obrva su široko otvorene oči s kapcima bez zjenica, nešto duži i puniji nos, što sve skupa licu daje buljav izgled, a s nešto koso zatvorenim ustima, ističe se donja usna, koja prelazi u špicastu bradu, a ona u vidljiv ostatak ili trag vrata poprsja ili pak statue. Tako bismo prema ovom opisu, imali čovjeka srednje dobi sa nešto oblijom glavom, sigurno uglednog rimskog patrona grada-municipija Baloie-Šipova na Plivi, koji bi pripadao antičkoj portretnoj umjetnosti doba realizma. Sačuvanost brončanog fragmenta iznosi 0,26 x 0,17 m.
Уз овај приказ главе у одломку са портрета или статуе и Фунданову Почасну базу Ц, која је такође пронађена на Громилама, треба споменути и саркофаг са фигуром Генијуса, који се данас налази у градском парку у Шипову, а који је припадао породици која је уживала царске привилегије. Неки од најзначајнијих римских споменика са Громила су и камени антифекс с надгробног споменика – Горгона Медуза, римско-далматски рељеф Игра Силвана и Нимфи, а са ширег простора и граничник из кањона Ваганца, из којег сазнајемо да је центурион Манлије Целије из VII легије по наређењу Луција Арунција Скрибонијана, царског намесника провинције Далмације одређен да подели земљу и постави међаше између Сапуата и Емантина. Свакако треба споменути и базилике и гробнице из Сарића, Мујџића и Чифлука (Читлук). На Фундановој почасној бази Ц уклесан је следећи садржај, који можете видети и на слици испод: C(aio) MINICIO
L(ucii) FILIO PAP(iria)
FUNDANO VII
VIR(o) EPVLONUM TRIB(uno)
LEG(ionis) VII (=XII) FLVMINATAE
QUESTORI TRIBVNO
/pl/ EBIS PRAETORI LEG(ato)
/legionis XV A/POLLINARIS
/ANTONIN(iannae)?/ PIAE
/fidelis..........c/VR/atori... 
Текст говори о томе како је Фундан заштитник тога места. У непосредној близини, поред бронзаног одливка главе и почасне базе, пронађена је и потколеница са Фунданове статуе. Интересантно је како se на Бази не види уклесано име места, јер је то место одломљено, али се оно налази на још једном вредном налазу из тога краја, натпису у науци знаном и као тзв. запис LDDD (лат. L(ocus) D(atus) D(ecurionum) D(ecreto)), који нам открива да је Балоја имала веће декуриона, својеврсних намесника одређеним областима - декуријама у саставу Жупе Пливе. На простору Балоје у касноантичко време, егзистирала је и римска дијецеза, бискупија. Локалитет шиповачких Громила, налази се на листи непокретних добара Републике Српске под евиденцијом NKD764 Громиле — Остаци античких зграда.

## Галерија
- Локалитет Baloie на Појтингеровој мапи (Tabula Peutingeriana), Национална библиотека Аустрије, Беч, 4. век.
- Бронзани одломак античког портрета или статуе римског патрона са Громила у Шипову, Археолошка збирка Фрањевачког самостана у Јајцу, 2. век – 3. век.
- Одломак почасне базе Ц Миниција Фундана с положаја Громила из Шипова, Земаљски музеј у Сарајеву, 2. век – 3. век.
- Поклопац саркофага у градском парку у Шипову, у чијој се непосредној близини налазе и терме са Громила, 4. век .